# Småholmen, Lovisa
Småholmen är en ö i Finland. Den ligger i Finska viken och i kommunen Lovisa i den ekonomiska regionen  Lovisa i landskapet Nyland, i den södra delen av landet. Ön ligger omkring 81 kilometer öster om Helsingfors.
Öns area är 7,5 hektar och dess största längd är 0,5 kilometer i öst-västlig riktning. Ön höjer sig omkring 10 meter över havsytan.